# Quercus sterilis
Quercus sterilis är en bokväxtart som beskrevs av William Trelease. Quercus sterilis ingår i släktet ekar, och familjen bokväxter. Inga underarter finns listade i Catalogue of Life.